# Jennifer Aspen
Jennifer Aspen (* 9. října 1973 Richmond, Virginie) je americká herečka.

## Životopis
Narodila se 9. října 1973 v Richmondu ve Virginii a nyní žije v Los Angeles. Navštěvovala školu UCLA pro divadlo, film a televize a zde získala i magisterský titul. Poté studovala herectví na Beverly Hills Playhouse. Dne 3. září 2006 se vdala za svého dlouhověkého přítele Davida O'Donnella. Je scientoložka. Adoptovala holčičku Charlottu Sofiu, která se narodila dne 10. června 2012. Nejvíce známá se stala díky roli Daphne Jablonsky v dramatickém seriálu Party of Five, který se vysílal mezi lety 1998 - 2000 dále jako Trina Hamilton v komediálním seriálu Rodney, který se vysílal mezi lety 2004 až 2006.

## Filmografie

### Film
| Rok  | Název                                     | Role               | Poznámky                     |
| ---- | ----------------------------------------- | ------------------ | ---------------------------- |
| 1996 | Vracejí se... znovu                       | Maria Moore        |                              |
| 1996 | Bradyovi 2                                | Kathy Lawrence     |                              |
| 1996 | The Secret She Carried                    | Toni               | Televizní film               |
| 1997 | Ti jiní                                   | Vicky Myers        |                              |
| 1997 | Changing Habits                           | Art Store Customer |                              |
| 1998 | Screwed: A Hollywood Bedtime Story        | Susie Felton       |                              |
| 2000 | Some Common Things That Happen to Corpses | Jennifer Oberon    |                              |
| 2001 | See Jane Run                              | Jennifer           |                              |
| 2001 | Vanilkové nebe                            | Nina               |                              |
| 2004 | L.A. Twister                              | Mindy              |                              |
| 2004 | Ranč                                      | Shayna             | Televizní film               |
| 2005 | Guy in Row Five                           | Sarah              |                              |
| 2007 | The Frolic                                | Leslie Munck       |                              |
| 2007 | Pan tělocvikář                            | Cindy              |                              |
| 2008 | Struck                                    | Jennifer           |                              |
| 2010 | Melon                                     | Jennifer           |                              |
| 2010 | Unanswered Prayers                        | Jeanette           | Televizní film               |
| 2012 | Dívka vs. Monstrum                        | Julie Lewis        | Televizní film               |
| 2013 | Nowhere Girl                              | Michelle           |                              |
| 2013 | The Wrong Woman                           | Alice              | Televizní film               |
| 2014 | At the Devil's Door                       | Lori               |                              |
| 2015 | Holiday Breakup                           | Mandy              |                              |
| 2015 | His Secret Life                           |                    | Televizní film               |
| 2018 | Staties                                   | Scottie            | Televizní film               |
| 2019 | A Christmas Love Story                    | Julie              | Televizní film               |
| 2021 | You Had Me at Aloha                       | Millie             | Televizní film               |
| 2022 | A Cozy Christmas Inn                      | Claire             | Televizní film, postprodukce |

### Televize
| Rok       | Název                      | Role              | Poznámky                                                 |
| --------- | -------------------------- | ----------------- | -------------------------------------------------------- |
| 1995      | Hope & Gloria              | Alexis            | díl: „A Fine ROM-ance“                                   |
| 1995      | Beverly Hills 90210        | Runaway Girl      | díl: „Squash It“                                         |
| 1995      | Ženatý se závazky          | Jamie             | díl: „Guess Who's Coming to Breakfast, Lunch and Dinner“ |
| 1995      | Krok za krokem             | Pepper            | díl: „Bratrská ochrana“                                  |
| 1995      | Too Something              |                   | díl: „Leg, Lies and Videotape“                           |
| 1996      | In the House               | Mrs. Jones        | díl: „To Die For“                                        |
| 1996      | Brotherly Love             | Melanie Marcos    | díl: „Other People“                                      |
| 1996      | Living Single              | Irene             | díl: „School's Out Forever“                              |
| 1996      | Nemocnice Chicago Hope     | Tracey White      | díl: „A Day in the Life“                                 |
| 1995–1996 | Podivná věda               | Sharon            | 2 díly                                                   |
| 1997-1998 | Claude's Crib              | Julie             | 10 dílů                                                  |
| 1997      | Policie New York           | Candice           | díl: „Taillight's Last Gleaming“                         |
| 1997      | Alright Already            | Debbie            | díl: „Again with the Sponge Cake“                        |
| 1998      | Chameleon                  | Anna Roemer       | díl: „Závody“                                            |
| 1998      | House Rules                | Terry             | díl: „Twisted Sister“                                    |
| 1998-2000 | Správná pětka              | Daphne Jablonsky  | 35 dílů                                                  |
| 2000      | FreakyLinks                | Vikki             | díl: „Subject: Three Thirteen“                           |
| 2001      | Bob Patterson              | Janet             | 5 dílů                                                   |
| 2002      | Will & Grace               | Sarah             | díl: „Snadná barva, nesnadná svatba“                     |
| 2002      | The Court                  | Emily             | 2 díly                                                   |
| 2002      | Dva z Queensu              | Samantha          | díl: „Nemravná fotografie“                               |
| 2002      | Kriminálka Las Vegas       | paní Ramseyová    | díl: „Tvrdá pěst“                                        |
| 2003      | Přátelé                    | Michelle          | díl: „Jak Monica zpívala“                                |
| 2003      | V tajných službách         | Livia             | díl: „Coventry“                                          |
| 2003      | Karen Sisco                | Angie Stoller     | díl: „Dear Derwood...“                                   |
| 2003      | The Lyon's Den             | Tara Barrington   | 2 díly                                                   |
| 2003      | Line of Fire               | Jolene Fleming    | díl: „Mockingbird“                                       |
| 2004      | Come to Papa               | Karen             | 4 díly                                                   |
| 2004-2006 | Rodney                     | Trina Hamilton    | 44 dílů                                                  |
| 2006      | Welcome to the Jungle Gym  | Annabelle         | TV Pilot                                                 |
| 2006      | Chirurgové                 | Elena             | díl: „Blízká setkání lidského druhu“                     |
| 2007      | Žralok                     | April George      | díl: „Hvězdný prach“                                     |
| 2007      | Kauzy z Bostonu            | Maureen Fleming   | díl: „Dobrý právník“                                     |
| 2007      | Closer                     | Valerie Henry     | 2 díly                                                   |
| 2008      | Family Man                 |                   | TV pilot                                                 |
| 2008      | Myšlenky zločince          | Laurie Ann Morris | díl: „Vyšší výkon“                                       |
| 2008      | Eli Stone                  | Dr. Leila Maxford | díl: „Patience“                                          |
| 2009      | Glee                       | Kendra Giardi     | 4 díly                                                   |
| 2010      | Lovci duchů                | Marcy Ward        | díl: „Bobbyho víkend“                                    |
| 2010      | Kriminálka Las Vegas       | Stacy Cano        | díl: „Království divočiny“                               |
| 2011      | Bleep My Dad Says          | Mary              | díl: „Goodson Goes Deep“                                 |
| 2011      | Private Practice           | Lara              | díl: „Two Steps Back“                                    |
| 2012      | Harry's Law                | Tina Stanhope     | díl: „Breaking Points“                                   |
| 2012      | G.C.B.                     | Sharon Peacham    | 10 dílů                                                  |
| 2013      | Untitled Tad Quill Project | Jennifer          | TV pilot                                                 |
| 2013      | Franklin a Bash            | Rayanne Gardner   | díl: „Vyčísleno“                                         |
| 2013      | Dva a půl chlapa           | Stephanie         | díl: „Břink, břink, břink, tráva a drink“                |
| 2014      | Damaged Goods              | Alexis            | TV pilot                                                 |
| 2015      | Scream Queens              | Mandy Greenwell   | díl: „Haunted House“                                     |
| 2016      | Noční směna                | Joan Watkins      | 2 díly                                                   |
| 2017      | Nicky, Ricky, Dicky a Dawn | tetička Jackie    | díl: „QUADGOALS“                                         |
| 2018      | Ostré předměty             | Jeannie Keene     | 4 díly                                                   |
| 2018      | Záchranáři L. A.           | Lorraine          | 2 díly                                                   |
| 2018      | Dobrý doktor               | Iris Bautista     | díl: „Two-Ply (or Not Two-Ply)“                          |